# Časlav Klonimirović

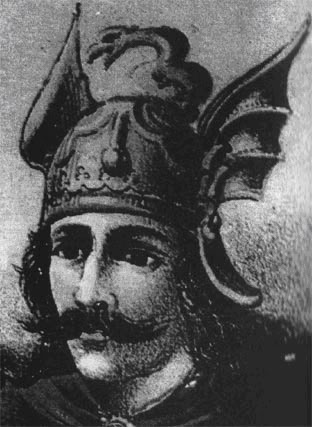
illustration

Časlav Klonimrović Vlastimirović (kyrilliska: Часлав Клониморивћ Властимировић) var en härskare (knez) som regerade över Serbien från 933 till sin död ca år 960.

## Biografi
Časlav Klonimirović föddes i dåvarande bulgariska huvudstaden Preslav som son till Klonimir och var ättling till den "okända knezen", som ledde serberna till Balkan.
Han befriade de centrala serbiska stammarna från Bulgarien efter Simeon I:s död år 927 och etablerade en serbisk stat som innefattade Zahumlje, Paganien, Travunien, Zeta (Duklja) och Raška, samt en del av Adriatiska havets kust och dagens norra Albanien.
Časlav Klonimirović dog 960 i ett slag mot ungrarna och efter hans död återtog Bysans och Bulgarien kontrollen över största delen av hans rike. Han var den sista härskaren från Vlastimirović-dynastin.